# انرکون
انرکون (Enercon) یکی از بزرگترین تولید کننده‌های توربین بادی است که در شهر آوریش آلمان قرار دارد.
این تولیدی در سال ۱۹۸۴ توسط آلویس ووبن تأسیس گردید.
مدیر عاملان شرکت آلویس ووبن و هانس دیتر کتوینگ هستند. انرکون دارای ۱۰۰۰۰ کارگر در سرتاسر دنیا بوده و در سال ۲۰۰۷درآمدی در حدود ۴/۲ میلیارد یورو داشته‌است.
این شرکت مخترع بیش از ۴۰٪ از اخترعات در زمینه فناوری انرژی بادی در دنیا است.

## نگارخانه

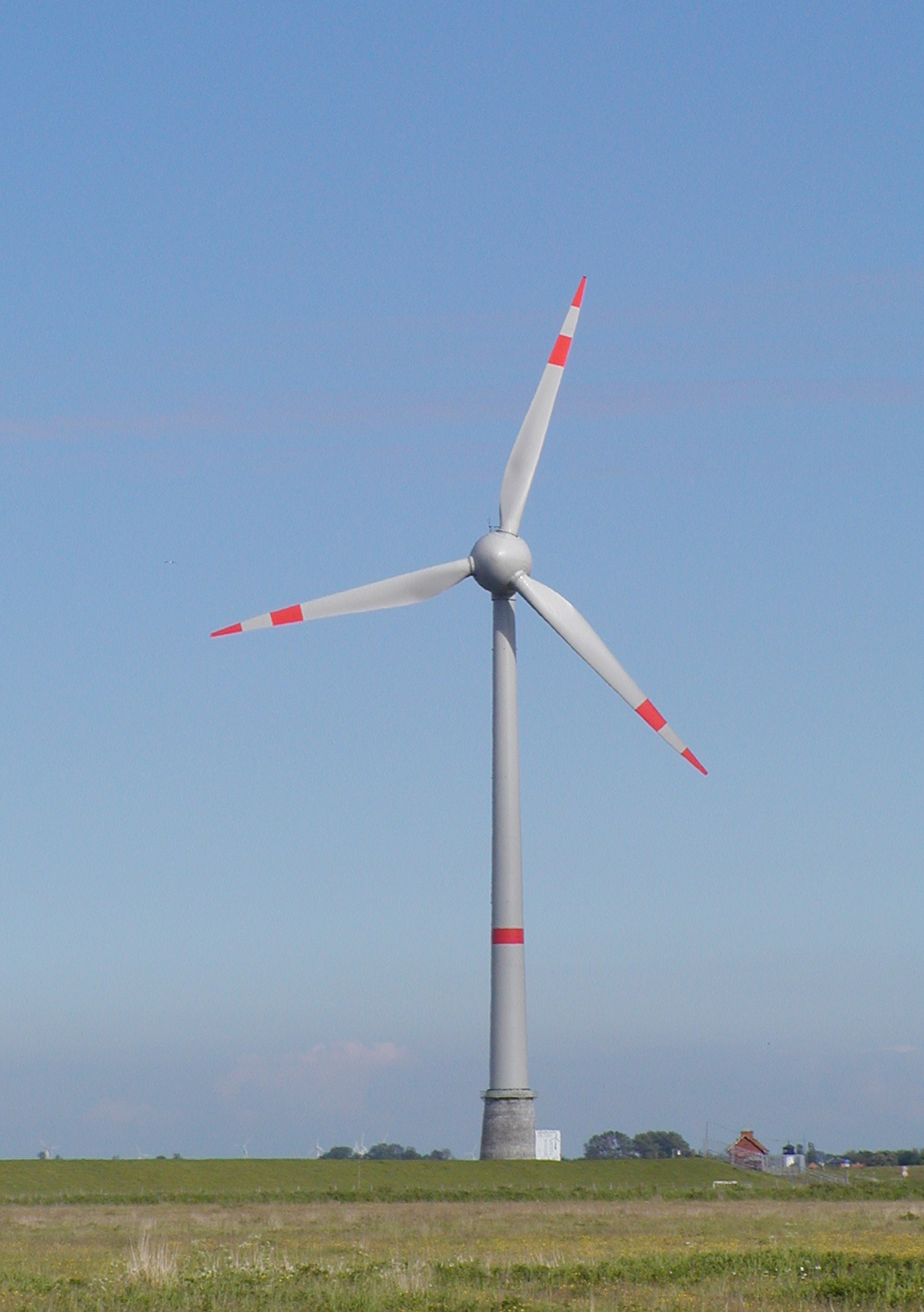
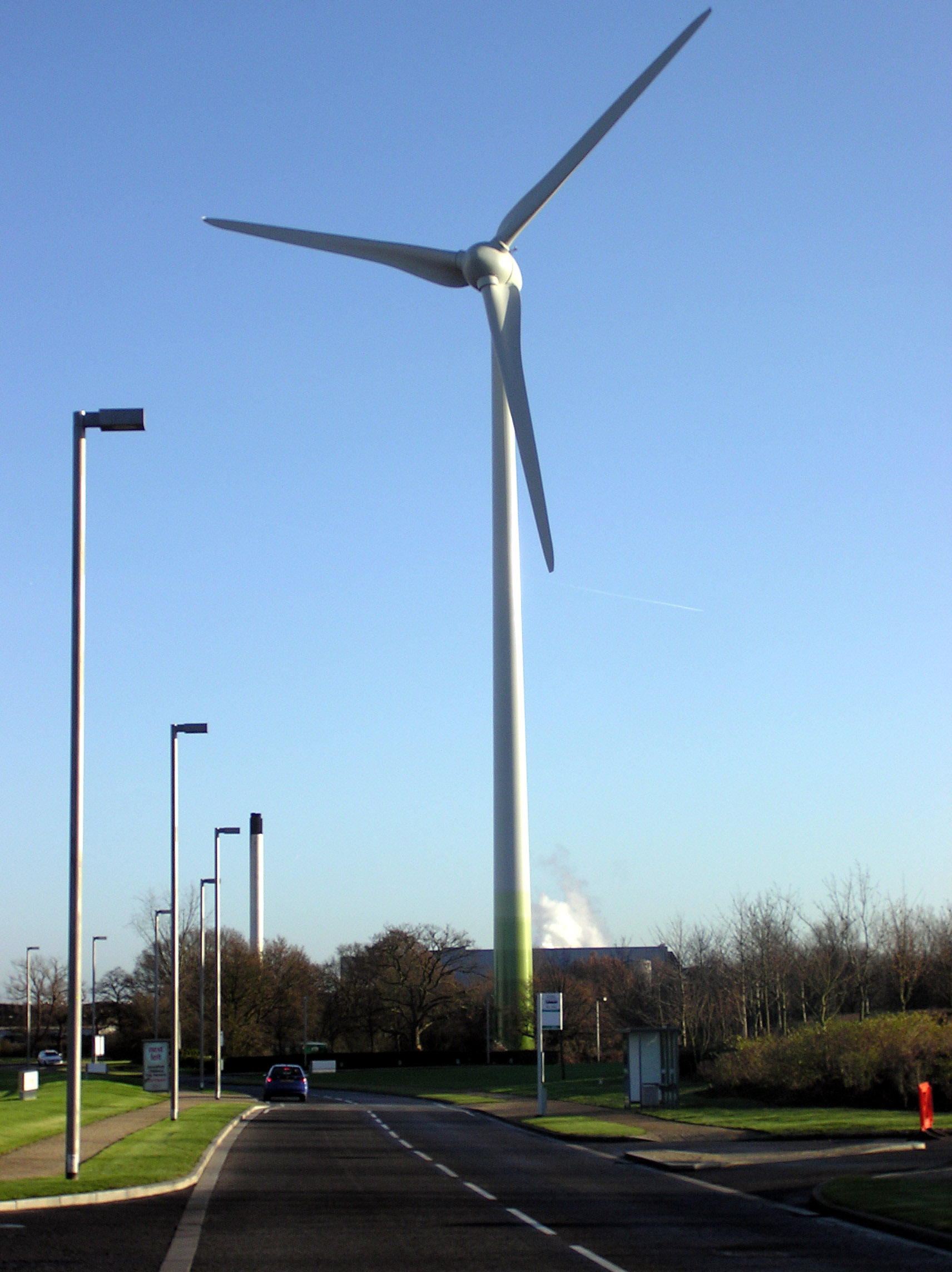
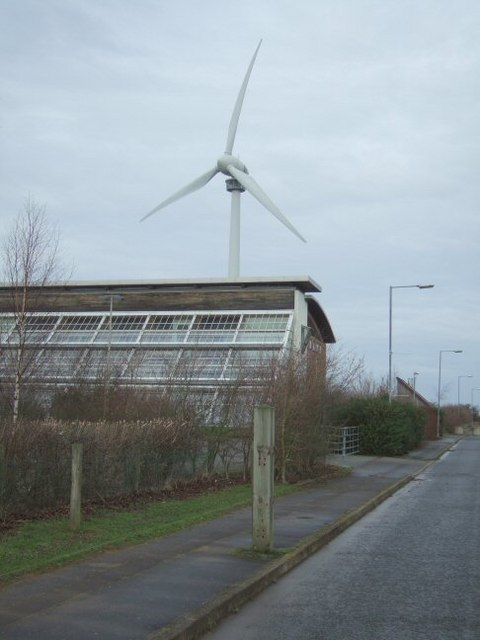
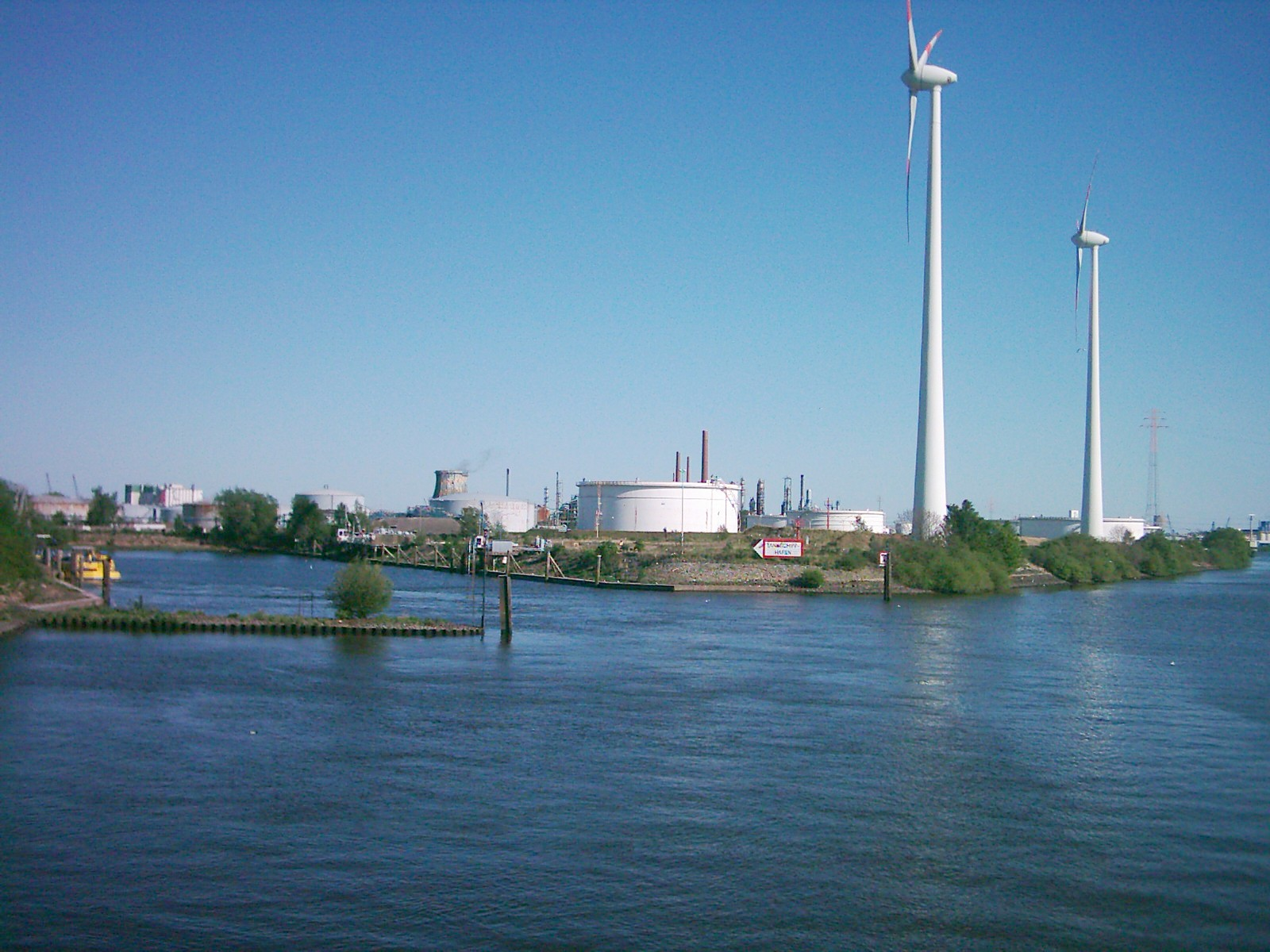
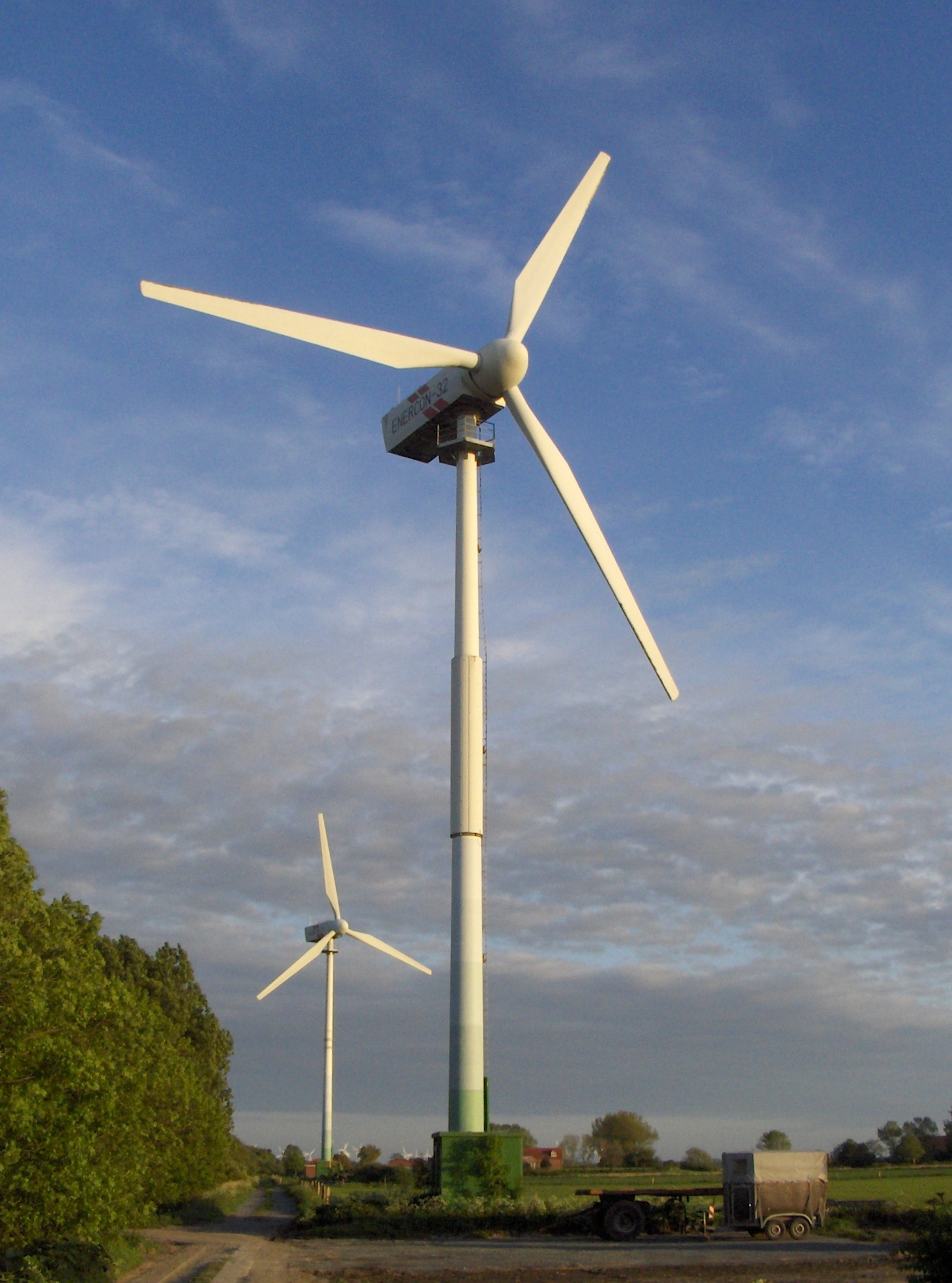
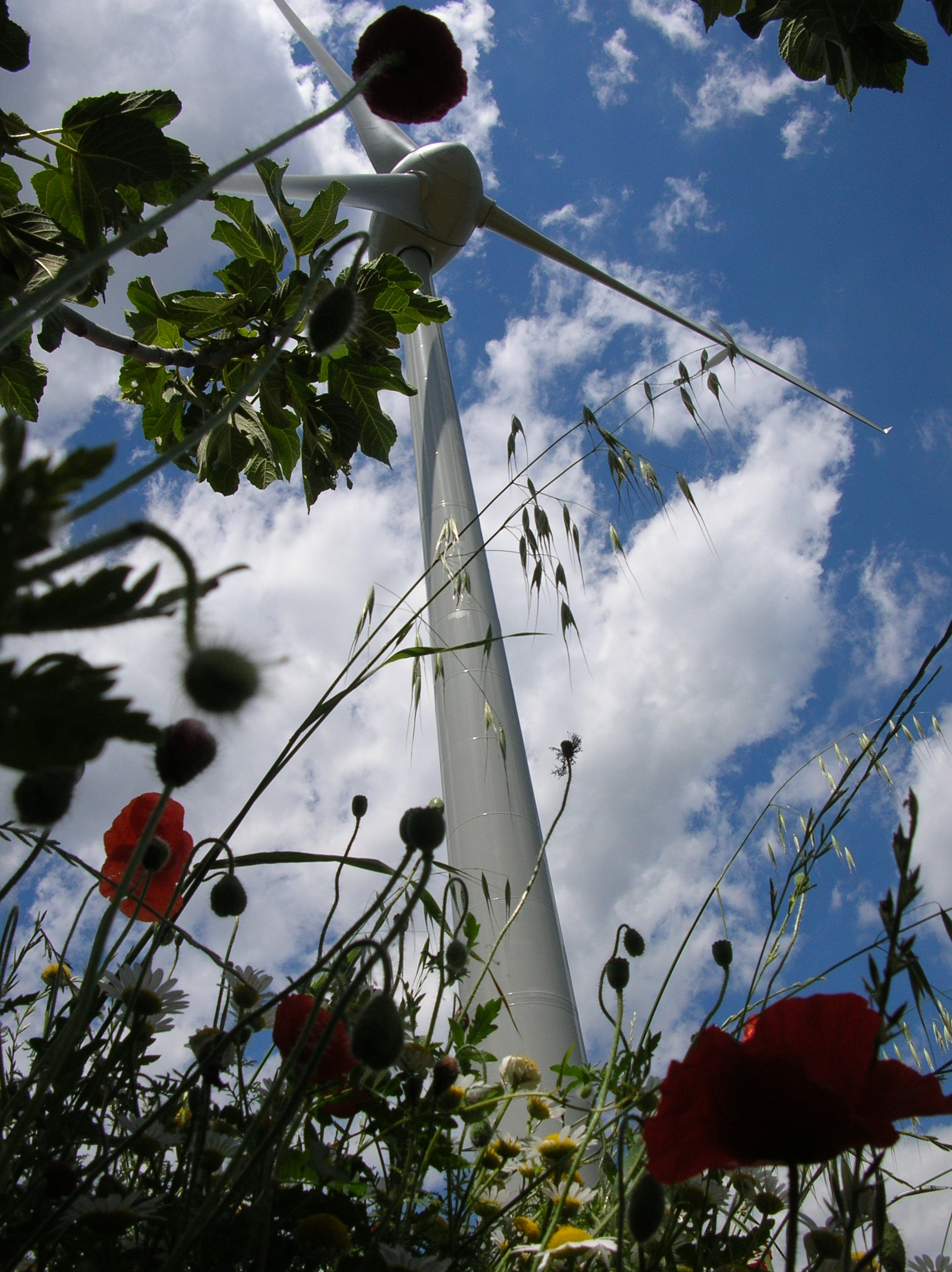
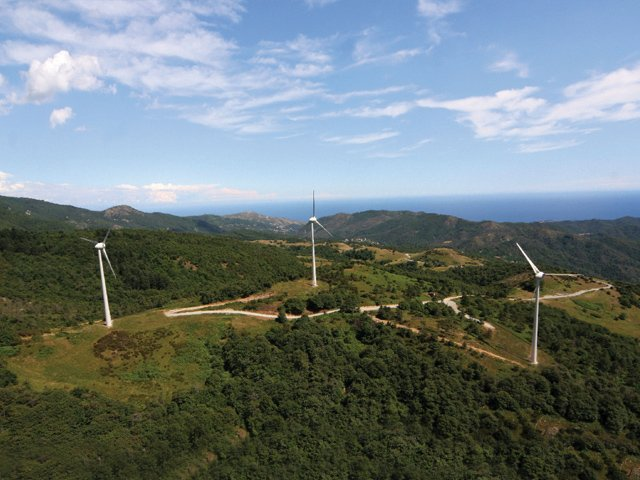
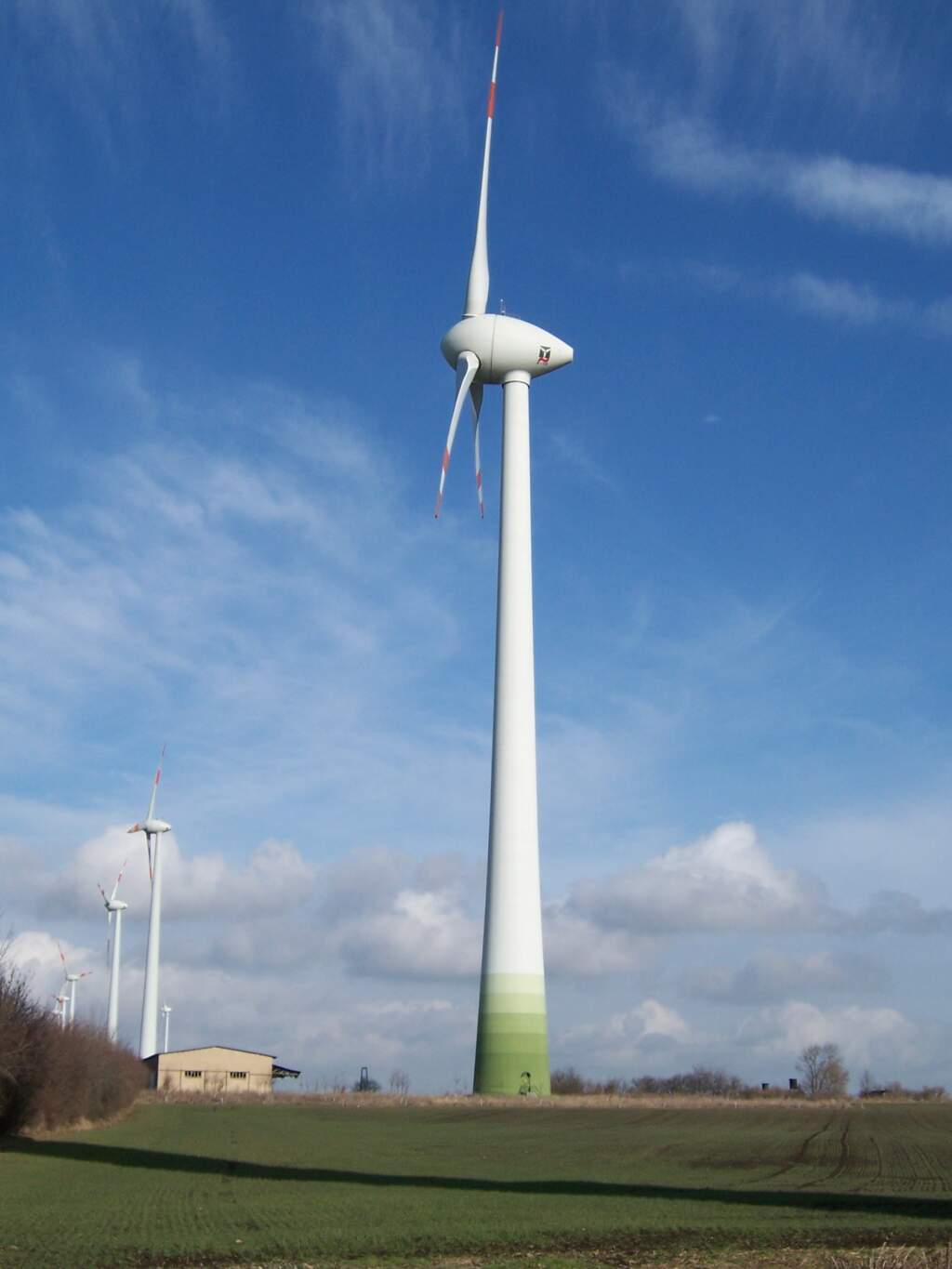
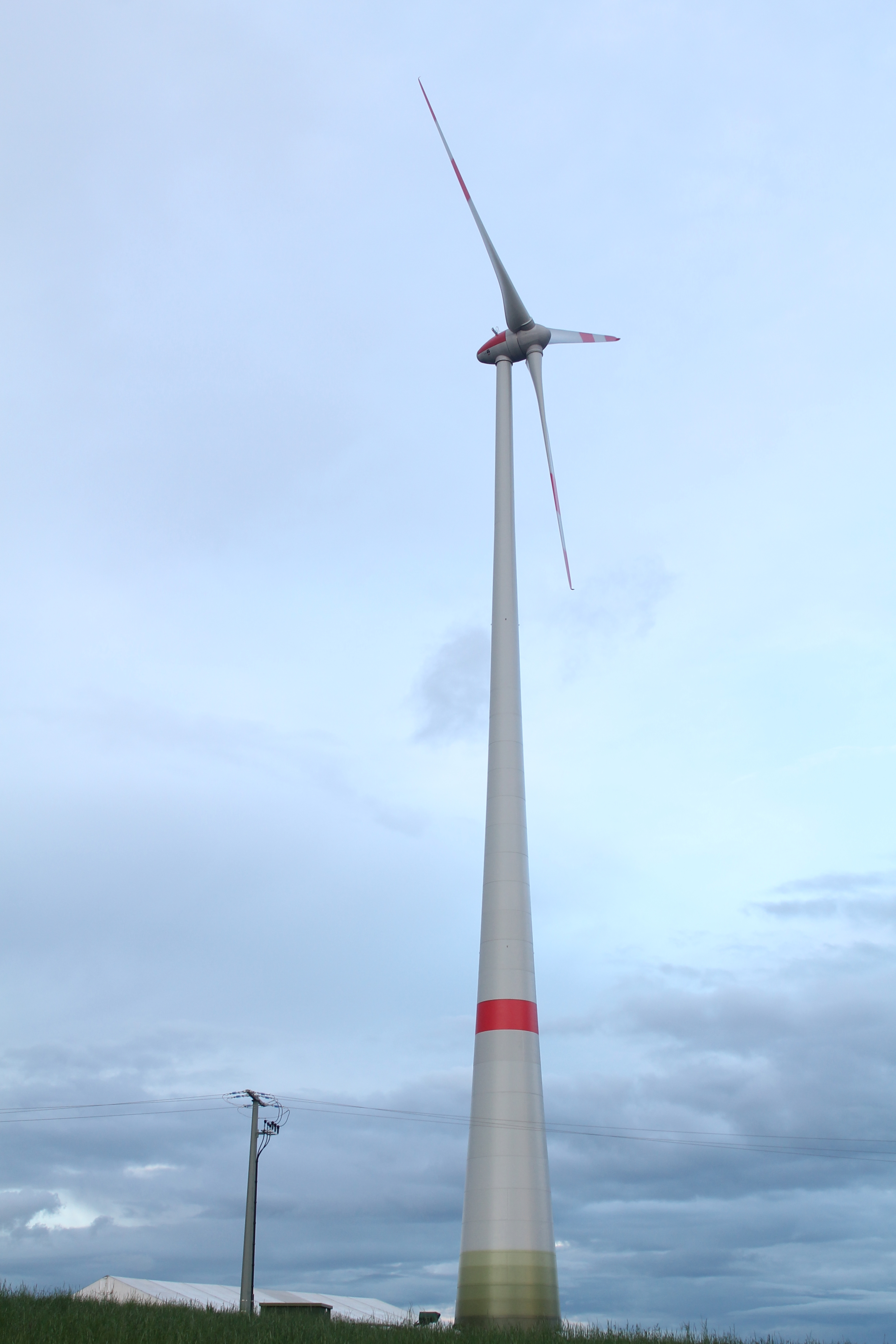
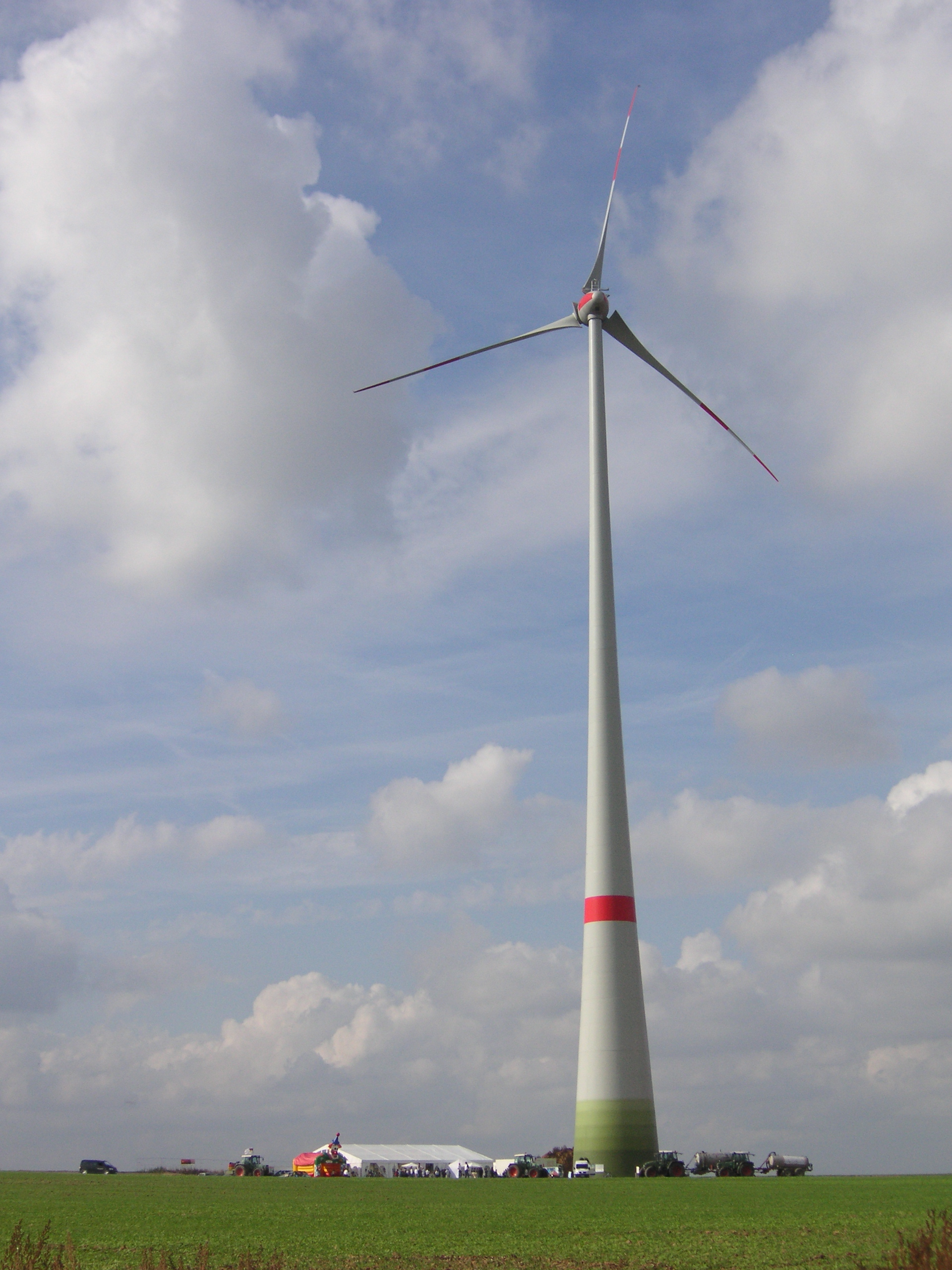
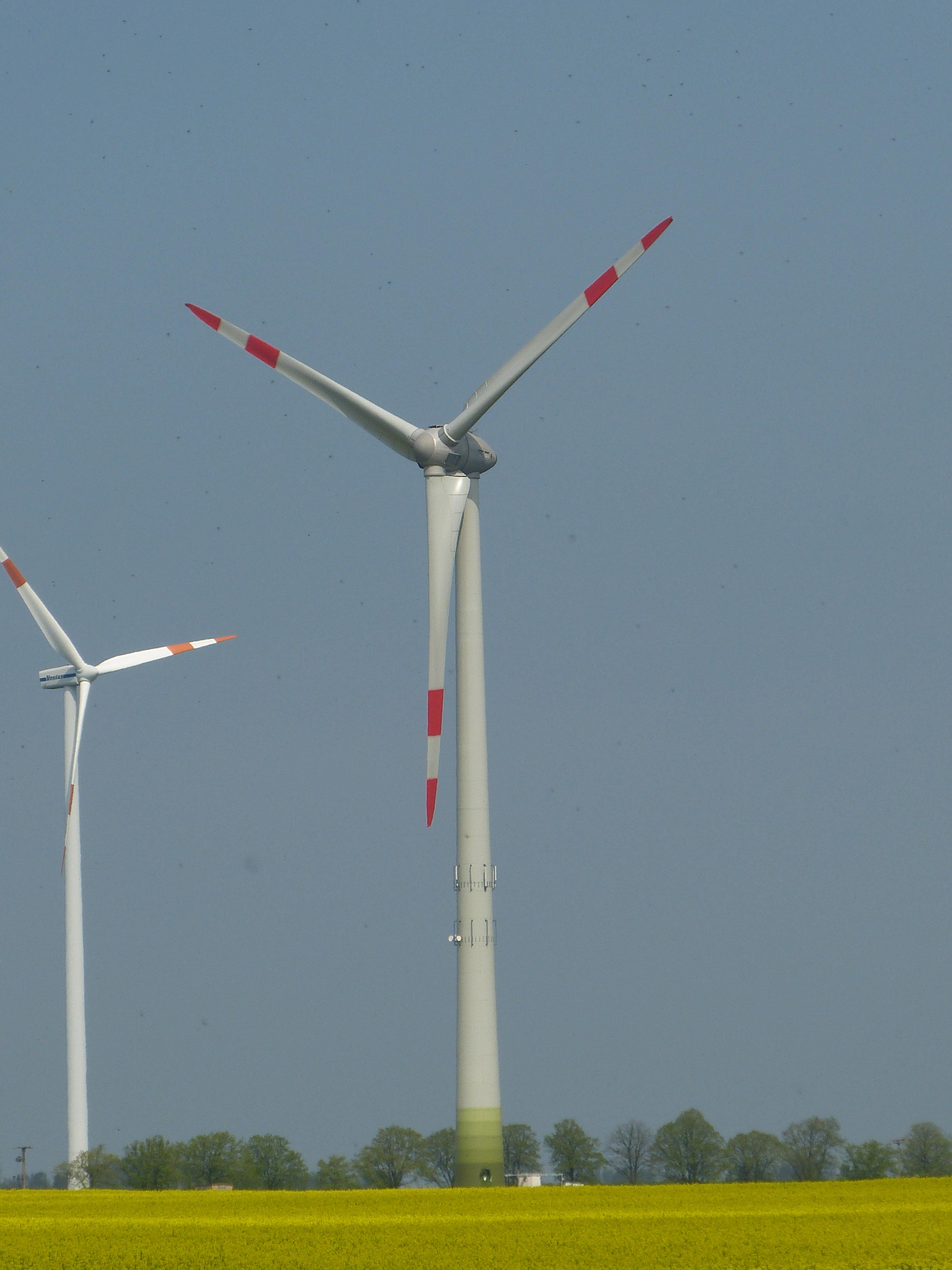
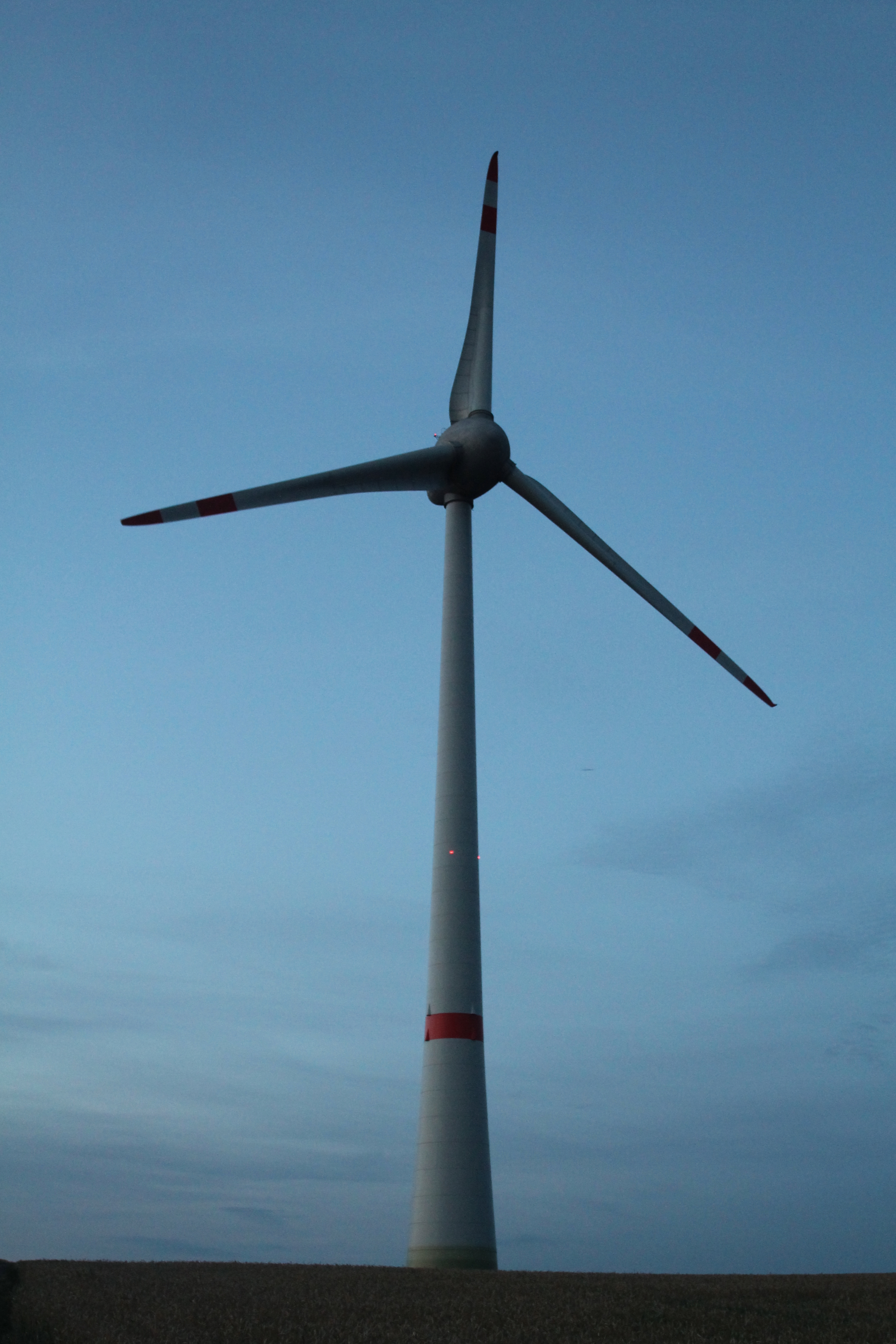